# US Open 2003 (Badminton)
Die US Open 2003 im Badminton fanden vom 9. bis zum 13. September 2003 in Orange statt.

## Austragungsort
Orange County Badminton Club, Orange

## Sieger und Platzierte
| Disziplin    | Gold                             | Silber                       | Bronze                       |
| ------------ | -------------------------------- | ---------------------------- | ---------------------------- |
| Herreneinzel | Chien Yu-hsiu                    | Ahn Hyun-suk                 | Jung Hoon-min                |
| Herreneinzel | Chien Yu-hsiu                    | Ahn Hyun-suk                 | Andrew Dabeka                |
| Dameneinzel  | Kelly Morgan                     | Lee Eun-woo                  | Huang Chia-chi               |
| Dameneinzel  | Kelly Morgan                     | Lee Eun-woo                  | Julia Mann                   |
| Herrendoppel | Tony Gunawan Khankham Malaythong | Lee Sung-yuan Lin Wei-hsiang | Keita Masuda Tadashi Ohtsuka |
| Herrendoppel | Tony Gunawan Khankham Malaythong | Lee Sung-yuan Lin Wei-hsiang | Stephen Foster Paul Trueman  |
| Damendoppel  | Yoshiko Iwata Miyuki Tai         | Ha Jung-eun Lee Eun-woo      | Rulan Yeh Rulien Yeh         |
| Damendoppel  | Yoshiko Iwata Miyuki Tai         | Ha Jung-eun Lee Eun-woo      | Liza Parker Suzanne Rayappan |
| Mixed        | Eti Tantra Tony Gunawan          | Hwang Ji-man Lee Eun-woo     | Ha Jung-eun Yoo Yeon-seong   |
| Mixed        | Eti Tantra Tony Gunawan          | Hwang Ji-man Lee Eun-woo     | Stephen Foster Jill Pittard  |

## Finalergebnisse
| Disziplin    | Sieger                           | Finalist                     | Ergebnis        |
| ------------ | -------------------------------- | ---------------------------- | --------------- |
| Herreneinzel | Chien Yu-hsiu                    | Ahn Hyun-suk                 | 5-15 15-6 15-12 |
| Dameneinzel  | Kelly Morgan                     | Lee Eun-woo                  | 13-10 7-11 11-5 |
| Herrendoppel | Tony Gunawan Khankham Malaythong | Lee Sung-yuan Lin Wei-hsiang | 6-15 15-4 15-5  |
| Damendoppel  | Yoshiko Iwata Miyuki Tai         | Ha Jung-eun Lee Eun-woo      | 15-5 15-4       |
| Mixed        | Tony Gunawan Eti Gunawan         | Hwang Ji-man Lee Eun-woo     | 15-5 15-9       |